# The Dixie Merchant
The Dixie Merchant is een Amerikaanse dramafilm uit 1926 onder regie van Frank Borzage.

## Verhaal
J.P. Fippany verliest zijn huis en gaat met zijn vrouw Josephine en zijn dochter Aida de weg op in een kippenwagen. De wagen van de Fippany's botst met de auto van Jimmy Pickett, die verliefd wordt op Aida. Door een misverstand met een renpaard gaan Josephine en Aida wonen bij familie. Fippany verkoopt zijn renpaard aan de vader van Jimmy, zendt het geld naar zijn vrouw en verdwijnt. Jimmy wil Aida intussen van zijn liefde te overtuigen. Wanneer Fippany een wedstrijd wint met zijn renpaard, leggen hij en zijn vrouw alles weer bij.

## Rolverdeling
| Acteur               | Personage         |
| -------------------- | ----------------- |
| Jack Mulhall         | Jimmy Pickett     |
| Madge Bellamy        | Aida Fippany      |
| J. Farrell MacDonald | Jean Paul Fippany |
| Claire McDowell      | Josephine Fippany |
| Harvey Clark         | Baptiste          |
| Edward Martindel     | John Pickett      |
| Evelyn Arden         | Minnie Jordan     |
| Onest Conley         | Eph               |
| Paul Panzer          | Whitcomb          |